# Krajná Poľana
Krajná Poľana (in ungherese Ladomérmező) è un comune della Slovacchia facente parte del distretto di Svidník, nella regione di Prešov.